# Wilmer Valderrama
Wilmer Eduardo Valderrama (n. 30 ianuarie 1980) este un actor american, cunoscut pentru interpretarea lui Fez din sitcom-ul That '70s Show și a lui Nick Torres în serialul NCIS: Anchetă militară.

## Legături externe
- Wilmer Valderrama la Internet Movie Database